# Schärflicher Kamm-Täubling
Der Schärfliche Kamm-Täubling oder Stinkende Kamm-Täubling (Russula pectinata) ist ein Pilz aus der Familie der Täublingsverwandten. Es handelt sich um einen seltenen, mittelgroßen Täubling mit einem mehr oder weniger ockergelb gefärbten Hut, der fruchtig bis widerlich riecht und deutlich scharf schmeckt. Typisch für seine Verwandtschaftsgruppe ist der kammartig gerippte Hutrand.

## Merkmale

### Makroskopische Merkmale
Der Hut kann zwischen 4 und 10 cm breit sein, ist aber meist 5–6 cm breit. Er ist relativ fleischig und mehr oder weniger ockergelb, manchmal in der Mitte fast bräunlich und am Rand mehr lebhaft bis strohgelb gefärbt. Auch graulich-gelbe oder haselnuss- bis semmelbraune Farbtöne kommen vor. Der scharfkantige Rand ist lang kammartig und höckerig gefurcht (bis zu 1/3 des Radius). Die feucht glänzende, sonst glanzlose Huthaut lässt sich nur schwer abziehen.
Die Lamellen stehen ziemlich eng bis entfernt und sind zuerst weißlich cremefarben und später cremeocker gefärbt. Sie sind oft braunfleckig und stark queradrig verbunden. Die 4 bis zu 10 mm hohen Lamellen tränen nicht. Das Sporenpulver ist cremefarben (IIb-c nach Romagnesi).
Der fast keulige Stiel ist recht kurz, etwa 2–4 (–5) cm lang und 1 (–2) cm breit. Er ist weißlich-grau und schließlich mehr grau-bräunlich und wird an der Basis manchmal rotfleckig. Die Stielbasis lässt sich aber mit Ammoniak nicht anfärben.
Das Fleisch ist unter der Huthaut gelblich und schmeckt widerlich und deutlich scharf. In den Lamellen schmeckt es auch sehr scharf. Der Täubling riecht ziemlich fruchtig und zugleich mehr oder weniger widerlich. Mit Eisensulfat reagiert das Fleisch rötlich-grau und mit Guajak stark positiv.

### Mikroskopische Merkmale
Die 6,5–8 µm langen und 5–6 µm breiten Sporen sind oval oder länglich gestreckt. Meist sind sie mehr oder weniger warzig, teilweise aber auch leicht gratig, stachlig und teilweise miteinander verbunden. Die Warzen werden bis zu 0,75 µm hoch. Der Apiculus misst 1,5 × 1–1,25 µm, der Hilarfleck ist undeutlich und kaum definiert. Die Basidien sind 35–60 µm lang und 8,5–10 (–11,5) µm breit und haben je vier Sterigmen. Die Pleurozystiden sind spindelförmig und ansonsten wenig auffällig. Sie sind 57–80 µm lang und 7,5–9 µm breit. An der Spitze sind sie meist mehr oder weniger appendikuliert. Normalerweise lassen sie sich mit Sulfovanillin gut anfärben.
Die Hyphen-Endzellen der Huthaut sind septiert 20–305 µm lang und 2,5–5 µm breit. An den Enden sind sie oft leicht verschmälert, manchmal auch leicht kopfig oder gelappt. Die Pileozystiden sind 4–5 µm breit und meist pfriemlich oder kopfig. In Sulfovanillin färben sie sich schwach gräulich oder undefiniert an.

## Artabgrenzung
Die Arten der Pectinata-Gruppe sehen sich alle sehr ähnlich und sind nur schwer zu unterscheiden. Singer sah die verschiedenen Arten daher alle nur als Unterarten oder Varietäten einer Art an.
- Besonders ähnlich ist der nahe verwandte Kratzende Kamm-Täubling (Russula recondita). Sein Hut ist mehr düster oder blass graubraun gefärbt und er hat einen milden, wenn auch unangenehmen Geschmack.
- Auch sehr ähnlich können blasse oder gelbliche Formen des Camembert-Täublings (Russula amoenolens) sein. Er hat einen milderen oder verzögert scharfen und mehr oder weniger öligen Geschmack und riecht oft nach Topinambur oder Camembertkäse.

## Ökologie
Der Scharfe Kamm-Täubling ist wie alle Täublinge ein Mykorrhizapilz, der mit verschiedenen Laubbäume eine symbiontische Beziehung eingehen kann. Sein wichtigster Wirt ist dabei wohl die Eiche. Er geht auch Partnerschaften mit Hainbuchen, Pappeln und weiteren Laubbäumen ein.
Der Täubling kommt in Hainbuchen-Eichen- und Rotbuchenwäldern, aber auch in Parks und Parkanlagen vor. Er bevorzugt frische, nährstoffarme, neutrale bis alkalische und meist verlehmte Braunerden. Man findet in von Juli bis Oktober an mehr oder weniger grasigen Stellen im Hügel- und unterem Bergland.

## Verbreitung

Europäische Länder mit Fundnachweisen des Schärflichen Kamm-Täublings.
Legende:
Länder mit Fundmeldungen
Länder ohne Nachweise
keine Daten
außereuropäische Länder

Der Scharfe Kamm-Täubling ist eine holarktische Art, die in Nordasien (Israel, Ostsibirien und Korea), Nordafrika (Marokko, Algerien) und Europa vorkommt. In Deutschland ist sie selten und zeigt deutliche Rückgangstendenzen.

## Systematik

### Infragenerische Systematik
Der Scharfe Kamm-Täubling ist ein typischer Vertreter der Untersektion Pectinatinae, zu der kleinere bis mittelgroße Arten mit meist mehr bräunlicher oder grauer Hutfarbe gehören. Sein nächster Verwandter ist der Kratzende Kamm-Täubling.

### Unterarten und Varietäten
Folgende Unterarten und Varietäten werden heute anderen Arten zugeordnet:
- Russula pectinata subsp. pectinatoides  (Peck) Bohus & Babos (1960)

Die Unterart entspricht Russula recondita, dem Kratzenden Kamm-Täubling.
- Russula pectinata var. insignis  Quél. (1888)

Die Varietät ist synonym zu Russula insignis, dem Milden Kamm-Täubling.
- Russula pectinata var. sororia   (Fr.) Maire (1937)

Die Varietät ist synonym zu Russula sororia, dem Großen Kamm-Täubling.
- Russula pectinata var. truncigena  (Britzelm.) Singer (1937)

Die Varietät ist synonym zu Russula raoultii, dem Blassgelben Täubling.
Außerdem wurden noch folgende Varietäten beschrieben:
- Russula pectinata var. brevispinosa    Romagn. (1962)

Unterscheidet sich vom Typ vor allem durch seine kurzstachligeren, leicht gratigen, manchmal fast feinnetzigen Sporen. Der Hut ist 3,5–7 cm breit, stark niedergedrückt und am Rand höckerig gerieft. Er ist ockerbraun und nicht gräulich gefärbt, zumindest zum blasseren Rand hin. Die Lamellen schmecken sehr scharf. Der Stiel ist bis zu 5 cm hoch und 1,2 cm breit und hat mitunter an der Basis rötliche Flecken. Der Geruch ist schwach oder fruchtig. Er kommt in Laubwäldern oder an grasigen Alleen vor.
- Russula pectinata var. subgrisea   Hornicek (1986)[18]

## Kulinarische Bedeutung
Der Täubling ist wegen seines scharfen und widerlichen Geschmacks nicht essbar.